# Huarpescopes cryophilus
Huarpescopes cryophilus är en kvalsterart som först beskrevs av Fernández 1989.  Huarpescopes cryophilus ingår i släktet Huarpescopes och familjen Pirnodidae. Inga underarter finns listade i Catalogue of Life.